# Paiçandu
Paiçandu là một đô thị thuộc bang Paraná, Brasil. Đô thị này có diện tích 170,837 km², dân số năm 2007 là 36336 người, mật độ 217,1 người/km².